# The Sunday Times
För Sunday Times of India, se Times of India

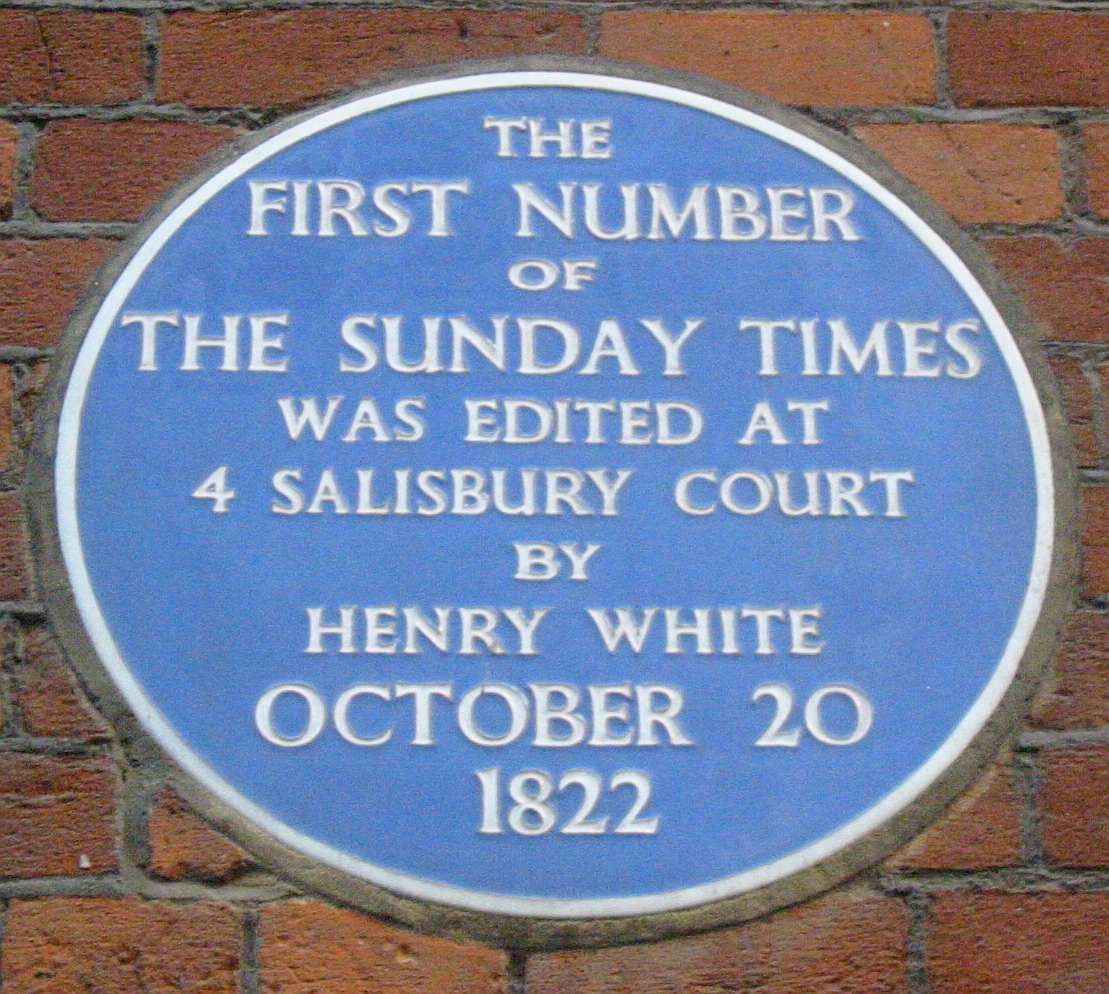
En minnesplakett över den första utgåvan av den brittiska versionen av The Sunday Times.

The Sunday Times är en brittisk dagstidning, som publiceras av Times Newspapers Ltd, som är ett dotterdotterföretag till amerikanska News Corporation. Tidningen grundades 1785.
Sunday Times utges på söndagar och är en systertidning till The Times, som utges vardagar. Te två tidningarna grundades som oberoende av varandra, men har sedan 1966 samma ägare och köptes 1981 av News International.
The Sunday Times har en upplaga på ungefär 560.000, vilket gör den större än sina främsta konkurrenter The Sunday Telegraph och The Observer. Medan flera andra nationella dagstidningar i början av 2000-talet gick över till tabloidformat, har Sunday Times behållt det större dagstidningsformatet.